# Állam és egyház szétválasztása
Az állam és egyház szétválasztása a szekularizáció elvének politikai és jogi doktrínája, amely szerint állam és egyház egymástól külön és függetlenül kell hogy működjenek. 
A kifejezést sokan Thomas Jefferson egy 1802-es, Danbury-i baptistákhoz írt leveléhez vezetik vissza, melyben az Amerikai Egyesült Államok alkotmányának első kiegészítésére hivatkozva érvel egy „elválasztó fal” létrehozása és fenntartása mellett a vallás és az állam között.  jeffersoni kifejezés azonban csak a XX. század második felében lett hivatkozási ponttá.
A koncepció, noha már az ókorban is megfigyelhető volt, mai tartalmában és formájában John Locke angol filozófustól eredeztethető.
A "szétválasztás"-nak különböző modelljei vannak, a szakirodalom szerint Magyarországon például szétválasztási folyamatról beszélhetünk. 